# Erkedi erődtemplom
Az erkedi erődtemplom műemlékké nyilvánított épület Romániában, Maros megyében. A romániai műemlékek jegyzékében az MS-II-a-A-15596 sorszámon szerepel.